# Stade montois football
Pour les articles homonymes, voir Stade montois.
Maillots
Actualités
Dernière mise à jour : 16 mai 2025.

Le Stade montois football est un club de football de la Ligue de Nouvelle-Aquitaine, basé à Mont-de-Marsan, préfecture du département des Landes en région Nouvelle-Aquitaine et fondé en 1921 en tant que section football du Stade montois omnisports, club omnisports français surtout connu pour sa section rugby. La section football est le quatrième club de Nouvelle-Aquitaine en nombre de licenciés. Historiquement, le Stade montois a été le porte-étendard du football des Pays de l'Adour jusqu'à la Libération, devant les palois du FA Bourbaki et des Bleuets de Notre-Dame, et les basques de l'Arin luzien et de l'Aviron bayonnais. 
Le Stade montois évolue en Régional 1 et dispute ses matches à domicile au stade de l'Argenté. 

## Histoire

### Genèse du club
Les Landes et la Gascogne sont des terres acquises au rugby, mais le football occupe néanmoins une place de choix à Mont-de-Marsan.
Dès 1890 (ou 1892 selon les sources), le patronage Saint-Joseph permet aux adolescents de pratiquer la gymnastique. Le patro devient en 1907 l'Étoile sportive montoise du patronage Saint-Joseph, qui sera ensuite simplifié en Étoile sportive montoise.
Les matches de football attirent la foule au terrain du Baradé, et la présence dans la région de formations militaires d'Afrikanders, de Canadiens, d'Anglais qui en décousent avec les Landais rajoute du piment à ces rencontres. Après 1905 et la loi de séparation des Églises et de l'État, le « club de curés » perd de sa superbe. De petites formations laïques voient le jour : les Moineaux, les Coquelicots, le Trèfle, le Violette et d'autres qui n'auront qu'une existence éphémère.
Après la Première Guerre mondiale, un conflit interne entre dirigeants et joueurs provoque le départ des footballeurs de l'Étoile sportive montoise, qui suivent André Foix. 
Pierre Muller, émigre en Alsace où il devient le capitaine du FC Mulhouse et l'ailier gauche de l'équipe de France B. 
Les dissidents de l'Étoile sportive montoise rejoignent le Stade montois, club de rugby à XV fondé en 1908, pour y créer une section football évoluant au stade l'Argenté.
Des équipiers du modeste Racing-Club montois, Ernest Maurin et Marcel Saint-Paul, les rejoignent rapidement. 
L'ES Mont-de-Marsan s'incline en finale du championnat de France FSGPF sur le score de 6-1 le 30 avril 1911 à Saint-Ouen, face à l'Étoile des Deux Lacs de Paris.
En 1914, les palois du FA Bourbaki, souhaitant développer le football en Béarn, organise une rencontre entre l'Étoile sportive montoise au stade de la Croix du Prince, face à l'Athletic Club de Bilbao le 23 février 1914,. 
C'est ainsi que voit le jour la grande équipe montoise, qui durant les saisons 1924, 1925, 1926, 1927, va étonner la France du football en éliminant notamment de la Coupe de France des équipes telles que le SC Nîmes, le CA Vitry, le FEC de Levallois, obtenant même le partage des points (3-3 avec le FC Cette, finaliste de l'épreuve en 1924).
Le Stade montois, à cette époque, rivalise avec des équipes telles que l'Olympique de Marseille, l'Olympique de Paris, le CA de Paris, le Stade raphaëlois, l'Olympique d'Alès, le SO Montpellier, le Stade français et bien d'autres équipes.
En 1928, Pierre Muller revient à Mont-de-Marsan et porte le maillot de l'Étoile sportive. Par amitié avec André Foix, et puisque Mont-de-Marsan ne peut supporter deux clubs de football, les sections football du Stade et de l'Étoile fusionnent. L'Étoile, soucieuse de conserver sa vocation éducative, garde des formations minimes, cadets, juniors. 
C'est ainsi que le Football Club montois voit le jour, adoptant un maillot blanc brodé d'un écureuil et un short bleu. Le club évolue à domicile au stade de l'Argenté. L'effectif est composés de celui des deux clubs réunis, et d'un élément exceptionnel, Jean Maisan, sans doute le joueur le plus technique, le plus complet qu'ait connu le football montois.
Enfin, Pierre Guchan et Alfred Capdeville reprennent du service, et la formation a belle allure et cherche à s'aguerrir en disputant des matches amicaux face au CD Roca de Irun. 
Le FC montois brille en Coupe, tenant la dragée haute au Racing Club de France, et enlève en 1937 la Coupe du Sud-Ouest.
Le FC montois affronte le FC Sète d'Yvan Beck en 1934, vainqueur de la Coupe et du championnat de France professionnel, puis à nouveau en 1939 face à Désiré Koranyi, champion de France cette année-là. 
Le bel élan du FC montois est définitivement interrompu par la Seconde Guerre mondiale.
À cette époque, le président du FC montois, Jacques Lacaze, et celui de la section rugby à XV du Stade montois, Henri Lacoste, réunissent toutes les sociétés sportives de la ville sous la bannière jaune et noire.
Le Stade montois dispute la Ligue du Sud-Ouest et arrive en 1943 en finale de la compétition. En 1944, le club prend part au championnat de France amateurs, compétition où il brille pendant une décennie, enregistrant notamment des victoires sur l'AS Perreux, champion de Paris, le Stade Malherbe caennais, champion de Normandie, le Stade béthunois, champion du Nord.
Les Stadistes atteignent le Championnat de France amateur de football 1948-1949. Cette compétition est la première édition disputée sous forme de championnat annuel, appelé division nationale du CFA, constitue alors le premier niveau de la hiérarchie du football français amateur.
Le Stade montois remporte la victoire dans le groupe Ouest composé de clubs des ligues de l'Ouest, du Centre, du Centre‑Ouest et du Sud‑Ouest. Les Stadistes infligent une défaite 6 à 1 à leur dauphins du FC Lorient grâce à un doublé de Jacques Foix. Les quatre derniers du groupe sont relégués dans le championnat des Ligues régionales. Les premiers de chaque groupe se rencontre, en match aller-retour, dans une poule finale, afin de désigner le Champion de France. La compétition est remportée par le Stade béthunois, devant l'AS Roannaise, le Stade montois et le Stade de Reims. 
Cette performance sera sans lendemain, et le club entre en phase de déclin, relégué en Division d'Honneur puis en Promotion d'Honneur.
À partir de 1945, le Stade montois remporte 4 fois d'affilée le titre de champion de Division Honneur de la Ligue du Sud-Ouest entre 1945 et 1948.
Néanmoins, en dépit de cette belle performance d'un club de football dans une terre de rugby, les Montois sont relégués la saison suivante en 1949 - 1950.
Le club évolue en Championnat de France de football de Division 3 de 1970 jusqu'à sa relégation lors de la saison 1972-1973. 
Les Montois accèdent de nouveau à ce niveau en 1984-1985 jusqu'en 1992-1993. 
En 1995, le Stade montois évolue en National 2 et reçoit les Girondins de Bordeaux de Zinédine Zidane à Barbe d'Or en seizièmes de finale de Coupe de France 1994-1995. Les Girondins s'imposent 2 à 1.

### Accession en Championnat de France de National
Les Montois terminent leader de leur poule. Durant la saison 1996/1997, le Stade montois, club phare du District des Landes de Football, a atteint un niveau auquel il n’a jamais joué auparavant : le Championnat de France de football National, l'équivalent de la 3ème division française dans la Structure pyramidale des ligues de football en France. Le club est relégué après une saison à ce niveau. 

### Entre quatrième et cinquième divisions
Lors de la saison 2016-2017, le club termine second du groupe D du Championnat de France amateur de football 2016-2017, derrière l'unique promu du groupe en National 1 le Rodez AF. C'est un exploit compte tenu que les Stadistes présentent un budget deux fois inférieur à l’enveloppe moyenne de ses concurrents.
La rançon de la gloire est que l’entraîneur Pierre Aristouy est recruté par le FC Nanteset que de nombreux joueurs quittent le club.
À l'issue de la relégation en National 3 de 2018-2019, la saison 2019-2020 marque l'heure du renouveau, puisque Marine Ballion est nommée à la tête du club, et engage comme entraîneur Mathieu Robin en provenance de l'US Lège-Cap-Ferret, passé aussi par l'UA Cognac. 
Le Stade montois obtient son retour en National 2 en mai 2020, à l'issue d'une saison interrompue par la Pandémie de Covid-19.
Le club connait ensuite des années difficiles avec des descentes en National 3 en 2022 puis en Régional 1 en 2023.

## Palmarès et résultats

### Palmarès
| Compétitions nationales | Compétitions régionales |
| --- | --- |
| - Championnat de France amateurs (1935-1971) - Vainqueur de groupe : 1949 - Championnat de France de National 2 (D4) - Vainqueur de groupe : 1996 - Championnat de France de Division 4 (D4) - Vainqueur de groupe : 1982 - Championnat de France amateur 2 / National 3 (D5) - Vainqueur de groupe : 1996 et 2020 Coupes - Coupe de France - Meilleure performance : 8e de finale en 1927 - Coupe de France des patronages - Vainqueur : 1918 | - Ligue du Sud-Ouest - Champion : 1945, 1946, 1947, 1948, 1954, 1961 et 1966 - Coupe du Sud-Ouest - Vainqueur : 1937, 1947, 1948 et 1979 - Coupe d'Aquitaine - Vainqueur : 1990, 1998 et 2009 |

## Personnalités du club

### Présidents
| Saison      | Entraineur     |
| ----------- | -------------- |
| 1970-1987   | René Batby     |
| 1997-1999   | Jacques Foix   |
| 2019-2021   | Marine Ballion |
| depuis 2021 | Fabien Batby   |

### Entraîneurs
| Saison                      | Entraineur         |
| --------------------------- | ------------------ |
| 1964-1976                   | Jacques Foix       |
| 1990-1999                   | Christian Letort   |
| 1999-2001                   | Loretto Guagliardi |
| 2001-2005                   | Thierry Chiarello  |
| 2007-2008                   | Vincent Perrocheau |
| 2005-2010                   | Jean-Claude Gay    |
| 2010-2012                   | Bruno Scipion      |
| 2014-2017                   | Pierre Aristouy    |
| 2017-2018                   | Stéphane Mottin    |
| 2018-2019                   | Thierry Chiarrello |
| 2019-octobre 2021           | Mathieu Robin      |
| octobre 2021 - octobre 2022 | Christophe Lopes   |
| depuis octobre 2022         | Fabien Labarbe     |

### Anciens joueurs
Le Stade montois a formé deux joueurs internationaux : Jacques Foix et le gardien international Joël Bats.
Pierre Foix, autre fils d'André Foix, a porté le maillot du club et évolué en professionnel. Sept membres de la famille Foix ont porté le maillot du Stade montois.
L'histoire du club montois a toujours été tournée vers la formation. Les derniers joueurs professionnels issus de la formation montoise sont Bernard Gimenez (Girondins Bordeaux), Pierre Aristouy (FC Nantes), Franck Pottier (OGC Nice), Djamal Mahamat (SC Braga Portugal), Jérôme Lafourcade (Montpellier, Troyes, Chamois Niortais), Loïs Diony (Dijon FCO, ASSE), Bakaye Dibassy (Amiens SC), Gaétan Laborde (Girondins de Bordeaux) ou Vincent Bezecourt (Red Bulls New-York). 

## Identité du club

### Noms
| Racing-Club montois (1920-1924) | Racing-Club montois (1920-1924) | Racing-Club montois (1920-1924) | Racing-Club montois (1920-1924) | Racing-Club montois (1920-1924) | Racing-Club montois (1920-1924) |                           |                           |                         |  |                             |                             |                             |                             | Stade montois (1921-1930)      | Stade montois (1921-1930)      | Stade montois (1921-1930)      | Stade montois (1921-1930)      | Stade montois (1921-1930)      | Stade montois (1921-1930)      |                                   |                                   |                                   |                                   |                                   |                                   | Étoile sportive montoise (1919-1930)   | Étoile sportive montoise (1919-1930) | Étoile sportive montoise (1919-1930) | Étoile sportive montoise (1919-1930) | Étoile sportive montoise (1919-1930) | Étoile sportive montoise (1919-1930) |  |  |  |  |  |  |  |  |  |  |  |  |  |  |  |  |  |  |  |  |
| Racing-Club montois (1920-1924) | Racing-Club montois (1920-1924) | Racing-Club montois (1920-1924) | Racing-Club montois (1920-1924) | Racing-Club montois (1920-1924) | Racing-Club montois (1920-1924) |                           |                           |                         |  |                             |                             |                             |                             | Stade montois (1921-1930)      | Stade montois (1921-1930)      | Stade montois (1921-1930)      | Stade montois (1921-1930)      | Stade montois (1921-1930)      | Stade montois (1921-1930)      |                                   |                                   |                                   |                                   |                                   |                                   | Étoile sportive montoise (1919-1930)   | Étoile sportive montoise (1919-1930) | Étoile sportive montoise (1919-1930) | Étoile sportive montoise (1919-1930) | Étoile sportive montoise (1919-1930) | Étoile sportive montoise (1919-1930) |  |  |  |  |  |  |  |  |  |  |  |  |  |  |  |  |  |  |  |  |
|                                 |                                 |                                 |                                 |                                 |                                 |                           |                           | Union cycliste montoise |  |                             |                             |                             |                             |                                |                                |                                |                                |                                |                                |                                   |                                   |                                   |                                   |                                   |                                   |                                        |                                      |                                      |                                      |                                      |                                      |  |  |  |  |  |  |  |  |  |  |  |  |  |  |  |  |  |  |  |  |
|                                 |                                 |                                 |                                 |                                 |                                 |                           |                           |                         |  |                             |                             |                             |                             |                                |                                |                                |                                |                                |                                |                                   |                                   |                                   |                                   |                                   |                                   |                                        |                                      |                                      |                                      |                                      |                                      |  |  |  |  |  |  |  |  |  |  |  |  |  |  |  |  |  |  |  |  |
| Racing-Club montois (1933-1941) | Racing-Club montois (1933-1941) | Racing-Club montois (1933-1941) | Racing-Club montois (1933-1941) | Racing-Club montois (1933-1941) | Racing-Club montois (1933-1941) |                           |                           |                         |  |                             |                             |                             |                             |                                |                                |                                |                                |                                |                                | Football-Club montois (1930-1941) | Football-Club montois (1930-1941) | Football-Club montois (1930-1941) | Football-Club montois (1930-1941) | Football-Club montois (1930-1941) | Football-Club montois (1930-1941) |                                        |                                      |                                      |                                      |                                      |                                      |  |  |  |  |  |  |  |  |  |  |  |  |  |  |  |  |  |  |  |  |
| Racing-Club montois (1933-1941) | Racing-Club montois (1933-1941) | Racing-Club montois (1933-1941) | Racing-Club montois (1933-1941) | Racing-Club montois (1933-1941) | Racing-Club montois (1933-1941) |                           |                           |                         |  |                             |                             |                             |                             |                                |                                |                                |                                |                                |                                | Football-Club montois (1930-1941) | Football-Club montois (1930-1941) | Football-Club montois (1930-1941) | Football-Club montois (1930-1941) | Football-Club montois (1930-1941) | Football-Club montois (1930-1941) |                                        |                                      |                                      |                                      |                                      |                                      |  |  |  |  |  |  |  |  |  |  |  |  |  |  |  |  |  |  |  |  |
|                                 |                                 |                                 |                                 |                                 |                                 |                           |                           |                         |  |                             |                             |                             |                             |                                |                                |                                |                                |                                |                                |                                   |                                   |                                   |                                   |                                   |                                   |                                        |                                      |                                      |                                      |                                      |                                      |  |  |  |  |  |  |  |  |  |  |  |  |  |  |  |  |  |  |  |  |
|                                 |                                 |                                 |                                 |                                 |                                 |                           |                           |                         |  |                             |                             |                             |                             |                                |                                |                                |                                |                                |                                |                                   |                                   |                                   |                                   |                                   |                                   |                                        |                                      |                                      |                                      |                                      |                                      |  |  |  |  |  |  |  |  |  |  |  |  |  |  |  |  |  |  |  |  |
|                                 |                                 |                                 |                                 |                                 |                                 |                           |                           |                         |  | Stade montois (depuis 1941) | Stade montois (depuis 1941) | Stade montois (depuis 1941) | Stade montois (depuis 1941) | Stade montois (depuis 1941)    | Stade montois (depuis 1941)    |                                |                                |                                |                                |                                   |                                   |                                   |                                   |                                   |                                   | Étoile sportive montoise (1941-19??)   | Étoile sportive montoise (1941-19??) | Étoile sportive montoise (1941-19??) | Étoile sportive montoise (1941-19??) | Étoile sportive montoise (1941-19??) | Étoile sportive montoise (1941-19??) |  |  |  |  |  |  |  |  |  |  |  |  |  |  |  |  |  |  |  |  |
|                                 |                                 |                                 |                                 |                                 |                                 |                           |                           |                         |  | Stade montois (depuis 1941) | Stade montois (depuis 1941) | Stade montois (depuis 1941) | Stade montois (depuis 1941) | Stade montois (depuis 1941)    | Stade montois (depuis 1941)    |                                |                                |                                |                                |                                   |                                   |                                   |                                   |                                   |                                   | Étoile sportive montoise (1941-19??)   | Étoile sportive montoise (1941-19??) | Étoile sportive montoise (1941-19??) | Étoile sportive montoise (1941-19??) | Étoile sportive montoise (1941-19??) | Étoile sportive montoise (1941-19??) |  |  |  |  |  |  |  |  |  |  |  |  |  |  |  |  |  |  |  |  |
|                                 |                                 |                                 |                                 |                                 |                                 |                           |                           |                         |  |                             |                             |                             |                             |                                |                                |                                |                                |                                |                                |                                   |                                   |                                   |                                   |                                   |                                   | Étoile sportive montoise (depuis 1955) |                                      |                                      |                                      |                                      |                                      |  |  |  |  |  |  |  |  |  |  |  |  |  |  |  |  |  |  |  |  |
|                                 |                                 | section football affiliée       | section football affiliée       | section football affiliée       | section football affiliée       | section football affiliée | section football affiliée |                         |  |                             |                             |                             |                             | hors section football affiliée | hors section football affiliée | hors section football affiliée | hors section football affiliée | hors section football affiliée | hors section football affiliée |                                   |                                   |                                   |                                   |                                   |                                   |                                        |                                      |                                      |                                      |                                      |                                      |  |  |  |  |  |  |  |  |  |  |  |  |  |  |  |  |  |  |  |  |

### Logos

Premier logo
Logo dans les années 2000
Logo actuel

### Couleurs
Les couleurs traditionnelles du club de football sont identiques à celles du club omnisports, à savoir le jaune et le noir.

## Structures du club

### Structures sportives

#### Stade de l'Argenté
Inauguré le 30 octobre 1910, le stade de l'Argenté est construit sur une partie de terrain qui appartenait à Mr Albert Cutler, une rue proche de l'actuel stade porte d'ailleurs ce nom.
Le premier match disputé fut entre l'Étoile sportive montoise et la Société nautique de Bayonne (5 - 4). Dès 1920, le stade est équipé de tribunes couvertes. Le stade est ensuite rénové une première fois en 1941, et la nouvelle tribune côté salle de sport date de 1977 et l'éclairage est en fonction depuis la saison 1981.

#### Affluences records
L'affluence record est de 18 000 personnes au Stade André-et-Guy-Boniface face aux Girondins de Bordeaux en Coupe de France 1995. 
La seconde affluence la plus importante du club est de 10 000 personnes en seizième aller de Coupe de France 1988-1989.